# Маріана Пахон
Маріана Пахон  (ісп. Mariana Pajón, 10 жовтня 1991) — колумбійська велогонщиця, дворазова олімпійська чемпіонка.

## Виступи на Олімпіадах
| Олімпіада   | Дисципліна | Місце |
| ----------- | ---------- | ----- |
| Лондон 2012 | BMX        | 1     |
| Ріо 2016    | BMX        | 1     |
| Токіо 2020  | BMX-гонки  | 2     |